# Тзанєєн
Тзанєєн (афр. Tzaneen) — тропічне місто, розташоване в муніципалітеті району Мопані провінції Лімпопо в Південній Африці. Це друге за величиною місто Лімпопо після Полокване. Відстань від Тзанєєна до Йоганнесбурга становить приблизно 420 км.

## Походження назви
Слово «Тзанєєн» походить від назви маленького кошика під назвою тзана (tsana), які виготовляються з бамбукової трави лехлака. Завдяки родючому берегу річки ця територія була сприятлива для вирощування високоякісної бамбукової трави, яка використовувалася для виготовлення різних видів посуду. Тзана була популярним посудом, виготовленим у цьому районі, який приваблював покупців з різних регіонів. 

## Геологія і географія
Тзанєєн прозвали «Країною срібного туману» через часті тумани, які виникають у горах над містом. Поселення розташоване у пишній тропічній місцевості та є домом для найвищої гори Лімпопо — Залізна Корона висотою понад 2 200 метрів. Гора Залізна Корона, яка також відома мовою африкаанс як Wolkberg, підтримує біорізноманіття Лімпопо та є домом для другого за величиною лісу Південної Африки. Гора Залізна Корона відповідно до Південної Африки є охороню вальною територією.
Погода у місті мінлива та дуже швидко змінюється від сонячної до туманної, особливо це помітно на вершинах, які називають «хмарними горами». Гора Залізна Корона є охоронюваною територією з точки зору законодавства Південної Африки. 
У горах поблизу міста Тзанєєн течуть річки Грут-Летаба, Середня Летаба та Кляйн-Летаба.

## Населення
Згідно з переписом 2011 року у місті проживає 14 571 людина. У Тзанєєні живуть переважно білі, які говорять мовою африкаанс, і суміші цонга, балобеду та бапеді. Біле населення складається в основному з африканерів та в меншій кількості англійців, португальців, шотландців, ірландців, євреїв і німців.

## Сільське господарство

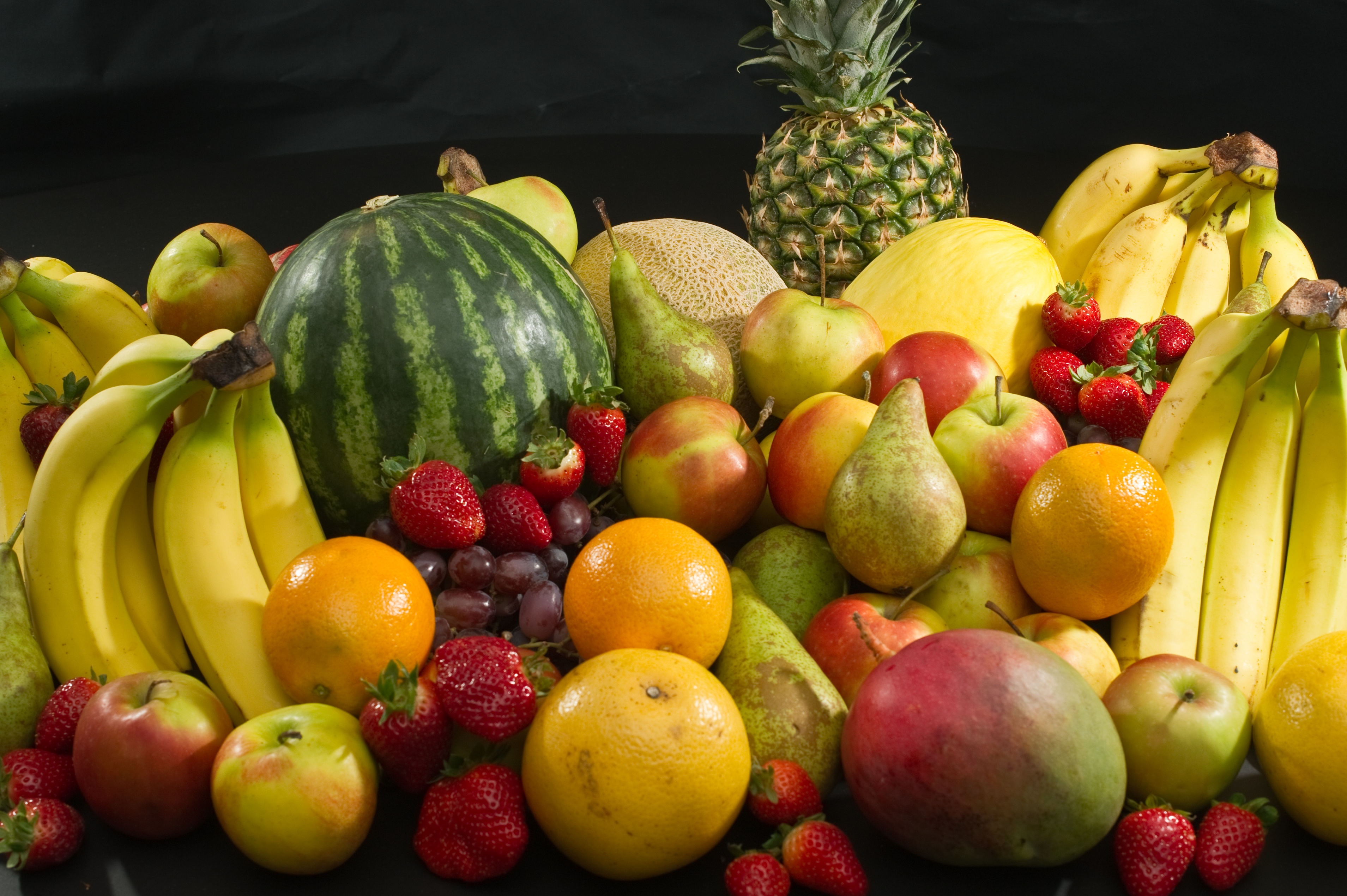
Їстівні фрукти з Тзанєєну

У Тзанєєні виробляється близько 40% південноафриканського авокадо, 40% манго та 20% бананів Південної Африки. Крім того, у Тзанєєні виробляється близько 90% помідорів ПАР, що робить Південну Африку 40 країною завиробництвом томатів у світі.
У Тзанєєні також є найбільша кількість соснових плантацій у провінції Лімпопо, на які припадає понад 85% виробництва сосни. Більшість тропічних пралісів Тзанєєну було вирубано для вирощування сосни, евкаліпта, бананів, авокадо та інших сільськогосподарських плантацій.
Економіка Тзанєєну значною мірою залежить від вирощування фруктів, овочів, тварин і деревини. Сільське господарство було ключовим у підйомі Тзанєєну, завдяки якому вирощування одомашнених культур створило надлишки їжі, що сприяло розвитку міста.

## Спорт
Футбол і регбі є основними видами спорту в Тзанєєні. У футбол часто грають у сільській місцевості та селищах. 
Також у Тзанєєні розвинені гірські походи. У місті було створено кілька популярних команд: Tzaneen Hiking Club, Mount Sibu hiking Club і Bokgaga hiking Club.

## Туризм
Туризм важлива складова економіки Тзанєєну разом із агробізнесом. У Тзанєєні туристи можуть знайти зручне житло як в місті, так і поза ним. 
Навколо Тзанєєна багато туристичних визначних пам'яток, у тому числі дамба Тзанєєн, гори Магоебасклоф, Ханертсбург і Волкберг. Місто також розташоване поблизу кількох мисливських заповідників, і часто слугує місцем зупинки для туристів на шляху до інших туристичних районів у провінції.
Недалеко від Тзанєна знаходиться заповідник від Vervet Monkey Foundation, де опікуються понад 600 верветками.

## Погода
Переважно сонячно, довгі літні дні з приємною зимою. Літні місяці, вересень-березень, мають середню температуру близько 28 °C, а в зимові — 15 °C. Середня кількість опадів становить близько 800 мм на рік у місті до 1500 на рік в горах.

## Відомі люди
- Тіто Мбовені (нар. 1959), бізнесмен, економіст і колишній голова центрального банку;
- Маршан де Ланге (нар. 1990), міжнародний гравець у крикет[6]
- Master KG, співак, продюсер
- Monada King, співак
- Чілібой Ралепель (нар. 1986), регбіст
- Тревор Ньякане, регбіст
- Ендрю Рабутла, регбіст
- Пета Тінет, музичний продюсер і співак
- Ндаві Нокері, Міс Південна Африка 2022

## Зовнішні посилання
- Сайт Tzaneen для бізнесу, спільноти та туризму Tzaneen Business, Community & Information Gateway - www.tzaneeninfo.com
- Tzaneen Travel / Business Directory Всебічний довідник Tzaneen Travel
- Поле для гольфу Tzaneen Country Club Tzaneen
- Детальніше про Тзанін
- Муніципальна демаркаційна рада: карта муніципалітету району Мопані
- Урядовий сайт